# Dubossarský rajon

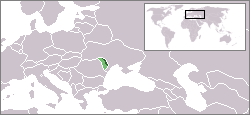
Podněstří na mapě Evropy (tmavě zelené)

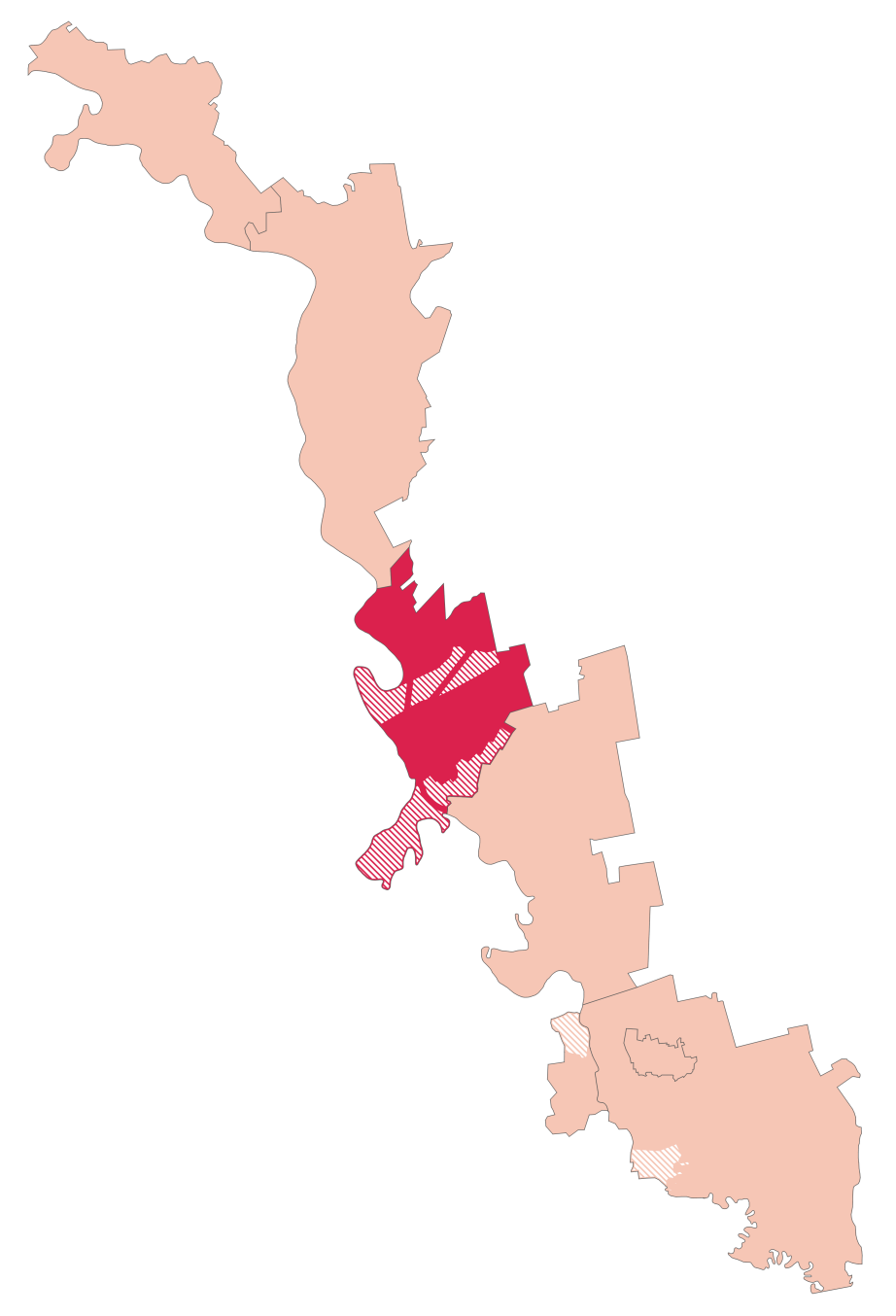
Dubossarský rajon na mapě Podněstří (šrafovaně vyznačené území je pod kontrolou Moldavska)

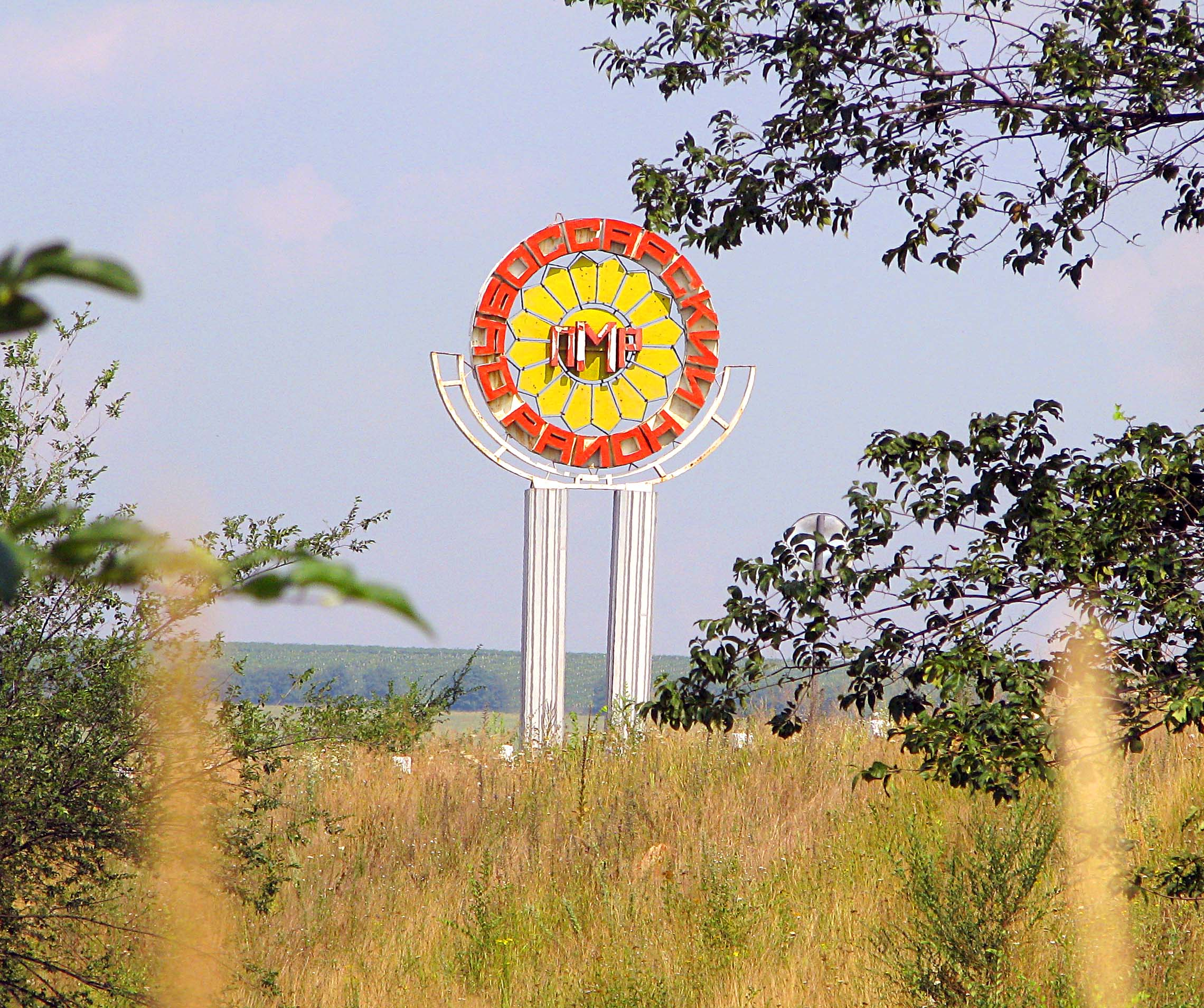
Vjezd do Dubossarského rajonu

Dubossarský rajon (moldavsky Районул Дубэсарь/Raionul Dubăsari, ukrajinsky a rusky Дубоссарський район) je jeden ze sedmi okresů mezinárodně neuznané Podněsterské moldavské republiky. Administrativním centrem je město Dubossary. Podněsterský Dubbosarský rajon tvoří dvě enklávy oddělené územím, které si sice neuznaná republika nárokuje, ale je pod kontrolou Moldavska (součást okresu Dubăsari). Tyto dvě enklávy spojují pouze dvě silnice, které prochází moldavským územím a jsou pod správou Podněstří. Dubossarský rajon sousedí s Rybnickým a Grigoriopolským rajonem Podněstří, s moldavskými okresy Dubăsari a Criuleni a s Ukrajinou. Původní Dubossarský rajon vznikl roku 1924 jako součást tehdejší Moldavské ASSR, od roku 1990 je toto území rozděleno mezi moldavský okres Dubăsari a podněsterský Dubossarský rajon. Z pohledu Moldavska, o jehož území se de iure jedná, Dubossarský rajon jako samostatná správní jednotka neexistuje, ale tvoří součást tzv. Autonomní územně správní jednotky se zvláštním statusem Podněstří.

## Obyvatelstvo
Dle sčítání lidu v roce 2004 žilo v Dubossarském rajonu 36 734 obyvatel, z toho 50 % moldavské, 28 % ukrajinské a 19 % ruské národnosti. Pro zvýraznění podílu nemoldavského obyvatelstva někdy uvádějí podněsterské úřady ve statistikách osoby ruské a ukrajinské národnosti společně jako slovanské obyvatelstvo; tedy Moldavané 50 %, Slované 47 %.

## Obce
V Dubossarském rajonu se nachází město Dubossary a 21 obcí pod správou 10 venkovských sovětů (rusky: сельсовет):
- Cybulevka (Цыбулевка, Ţîbuleuca)
- Dojbany (Дойбаны, Doibani)
  - Dojbany 2
  - Kojkovo
- Dubovo (Дубово, Dubău)
  - Novyje Gojany
- Dzeržinskoje (Дзержинское, Dzerjinscoe)
- Garmackoje (Гармацкое, Harmaţca)
- Gojany (Гояны, Goian)
- Krasnyj Vinogradar (Красный Виноградарь, Crasnîi Vinogradari)
  - Afanasovka
  - Kalinovka
  - Novaja Alexandrovka
  - Novaja Lunga
- Lunga (Лунга, Lunga)
- Novokomissarovka (Новокомиссаровка, Comisarovca Nouă)
  - Boska
  - Novaja Košnica
  - Novoje Pogrebje
- Rogi (Роги, Roghi)

- Pozn.: Přepis místních jmen vychází z ruských názvů obcí. V Podněstří mají oficiální status názvy obcí v ruštině, ukrajinštině a moldavštině psané cyrilicí. Podle moldavských zákonů oficiální status náleží pouze názvům v moldavštině psané latinkou. U střediskových obcí je v závorce uvedeno jméno v ruštině a moldavštině psané latinkou.